# Макэвити, Винсент
Винсент Майкл МакЭвити (англ. Vincent Michael McEveety) (10 августа 1929 – 19 мая 2018) — американский режиссёр и продюсер кино и телевидения.

## Карьера
Винсент Майкл МакЭвити снял эпизоды множества телесериалов, удостоенных премии «Эмми», в том числе «Неприкасаемые» (1959–1963), «Дымок из ствола» (1955–1975), «Звёздный путь» (1966–1969), «Частный детектив Магнум» (1980–1988), «Как был завоёван запад» (1976–1979), «Агенты А.Н.К.Л.» (1964–1968), «Она написала убийство» (1984–1996) и «Диагноз: убийство» (1993–2001).
В 1991 году он снял отмеченный наградами эпизод телесериала от NBC, «Полуночная жара» под названием «Sweet, Sweet Blues».
С 1994 по 1997 год он продюсировал телесериал «Коломбо», для которого он также снял семь эпизодов в период с 1990 по 1997 год. Дань уважения его вкладу в телесериал была отдана юмористическим упоминанием персонажа с его фамилией в эпизоде «Маскарад» (режиссёром которого он был).
МакЭвити снял множество фильмов для Walt Disney Productions, в том числе «Утка за миллион долларов» (1971), «Поедатель бисквитов» (1972), «Суперпапа» (1973), «Самый сильный человек в мире» (1975), «Ограбление в Монте-Карло» (1977), «Яблочная банда снова в деле» (1979) и «Герби сходит с ума» (1980).
Его фильм «Файеркрик» (1968) затрагивает проблемы, которые ранее игнорировались в этом жанре, и оказал влияние на целое поколение кинематографистов. МакЭвити вернулся к жанру вестерн с фильмом «Ковбой издалека» (1974).